# شهرستان کلی (کنتاکی)
شهرستان کلی، کنتاکی (به انگلیسی: Clay County, Kentucky) یک سکونتگاه مسکونی در ایالات متحده آمریکا است که در کنتاکی واقع شده‌است.